# Брюховичі
Брюхо́вичі — селище у складі Львівської міської об'єднаної територіальної громади, підпорядковане Шевченківському району міста Львова. Складається з кількох масивів забудови серед мальовничих пагорбів та соснових і мішаних лісів. 
Селище є центром Брюховицького старостинського округу Львівської міської об'єднаної територіальної громади.

## Населення
За даними всеукраїнського перепису населення 2001 року в селі мешкало 5385 осіб, у 2022 році — 6559 осіб.
Мовний склад
| українська | 5134 | 95,34 |
| російська  | 199  | 3,70  |
| польська   | 22   | 0,41  |
| білоруська | 7    | 0,13  |
| вірменська | 4    | 0,07  |
| угорська   | 5    | 0,09  |
| молдовська | 1    | 0,02  |
| інші       | 13   | 0,24  |

## Географія
Селище розташоване на північний захід від Львова, у центральній частині Львівської області та межує, на півночі з селами Львівської міської об'єднаної територіальної громади — Малими Грибовичами та Волею-Гомулецькою, на заході з селом Бірки, Івано-Франківської СОТГ, Яворівського району.
Брюховичі лежать на стику Сянсько-Дністровської вододільної рівнини та Розточчя. Через південно-західну частину селища проходить Головний європейський вододіл, що ділить басейни рік Балтики та Чорномор'я.
Розточчя вузькою грядою проходить з півночі у північно-західному напрямку, різко понижуючись до Брюховицької долини, яка є складовою частиною Білогорсько-Мальчицької постгляціальної прохідної долини. Різні види рельєфу зумовили велику різноманітність краєвидів, які милують око. Височини, що піднімаються над Брюховицькою долиною на 318—337 метрів, мають вигляд узгір'їв, порослих лісом. Зі сходу до селища прилягає Брюховицький ліс, з півночі — лісовий заказник «Гряда». Глибоко в Розточчя врізається долина Голоско, дно якої покрито пісками, що простягаються до Брюховичів.
Південна частина селища — це забудовані селищні території, північна частина — це зона санаторно-рекреаційних закладів, східна частина — зона рекреаційних територій та селищного центру.

## Топоніми
Вперше поселення згадується в документах за 1440 рік. Грамотою польського короля Владислава ІІІ, датованою 21 липня 1444 року, було дозволено заселяти «кметям, хліборобам та корчмарям» землі на березі річки Брюхівчанка. Саме назва річки й дала назву новому поселенню.
Урбаноніми
В Брюховичах нараховується понад 110 вулиць, у тому числі 3 проїзди.
Вулиці:
- Арктична
- Балабанівка
- Бірківська
- Бічна Арктична
- Бічна Бурденка Миколи
- Бічна Бурштинова
- Бічна Вербова
- Бічна Дитяча
- Бічна Кліматична
- Бічна Коновальця Євгена
- Бічна Курортна
- Бічна Ленкавського Степана
- Бічна Львівська
- Бічна Паркова
- Бічна Озерна
- Бічна Отця Іздрика Андрія
- Бічна Паркова
- Бічна Фруктова
- Бічна Ясна
- Букова
- Бурденка Миколи
- Бурштинова
- Вербова
- Верескова
- Весняна
- Висока
- Вишнева
- Відпочинкова
- Вільхова
- Волошкова
- Гайова
- Гомулецька
- Горіхова
- Горобинова
- Грабова
- Грушева
- Далека
- Дитяча
- Долинна
- Довбуша Олекси
- Жасминова
- Житня
- Журавлина
- За Мостом
- Заможня
- Запашна
- Івасюка Володимира
- Калинова
- Кленова
- Кліматична
- Коновальця Євгена
- Коротка
- Крукова Гора
- Крута
- Курортна
- Лікарська
- Лісна
- Львівська
- Ленкавського Степана
- Малинова
- Мальвова
- Музейна
- Над Ставом
- Насипна
- Невеличука Сергія
- Незалежності України
- Нова
- Ожинова
- Озерна
- Осикова
- Отця Іздрика Андрія[8].
- Очеретяна
- Паркова
- Підлісна
- Під Гаєм
- Під Горою
- Під Осовою
- Піщана
- Пляжна
- Побутова
- Полунична
- Польова
- Потічок
- Приколійова
- Прилуцька
- Проліскова
- Пшенична
- Ряснянська
- Садова
- Світла
- Селищна
- Середня
- Січових Стрільців
- Скитницька
- Скочня[9]
- Сливова
- Смолиста
- Солов'їна
- Соляк
- Сонячна
- Соснова
- Соснова Поляна
- Спортова
- Стикова
- Сунична
- Сухомлинського Василя
- Теплична
- Тиха
- Тіниста
- Труша Івана
- Фруктова
- Хвойна
- Чорнична
- Широка
- Шкільна
- Яблунева
- Ягідна
- Ясенева
- Ясна

Проїзди:
- Курортний
- Листяний
- Луговий

Житлові квартали:
- Поле Чудес
- Царське село

## Символіка

Архітектурне виконання гербу селища

Виявлені в архівах печатках громади Брюховичів з XIX століття містять зображення трьох ялинок: середня вища, а дві інші — однакові, але меншої висоти. На підставі цих символів були опрацьовані проєкти герба та прапора Брюховичів (автори — А. Гречило та І. Сварник), які 26 вересня 1991 року затверджено ухвалою селищної ради народних депутатів.

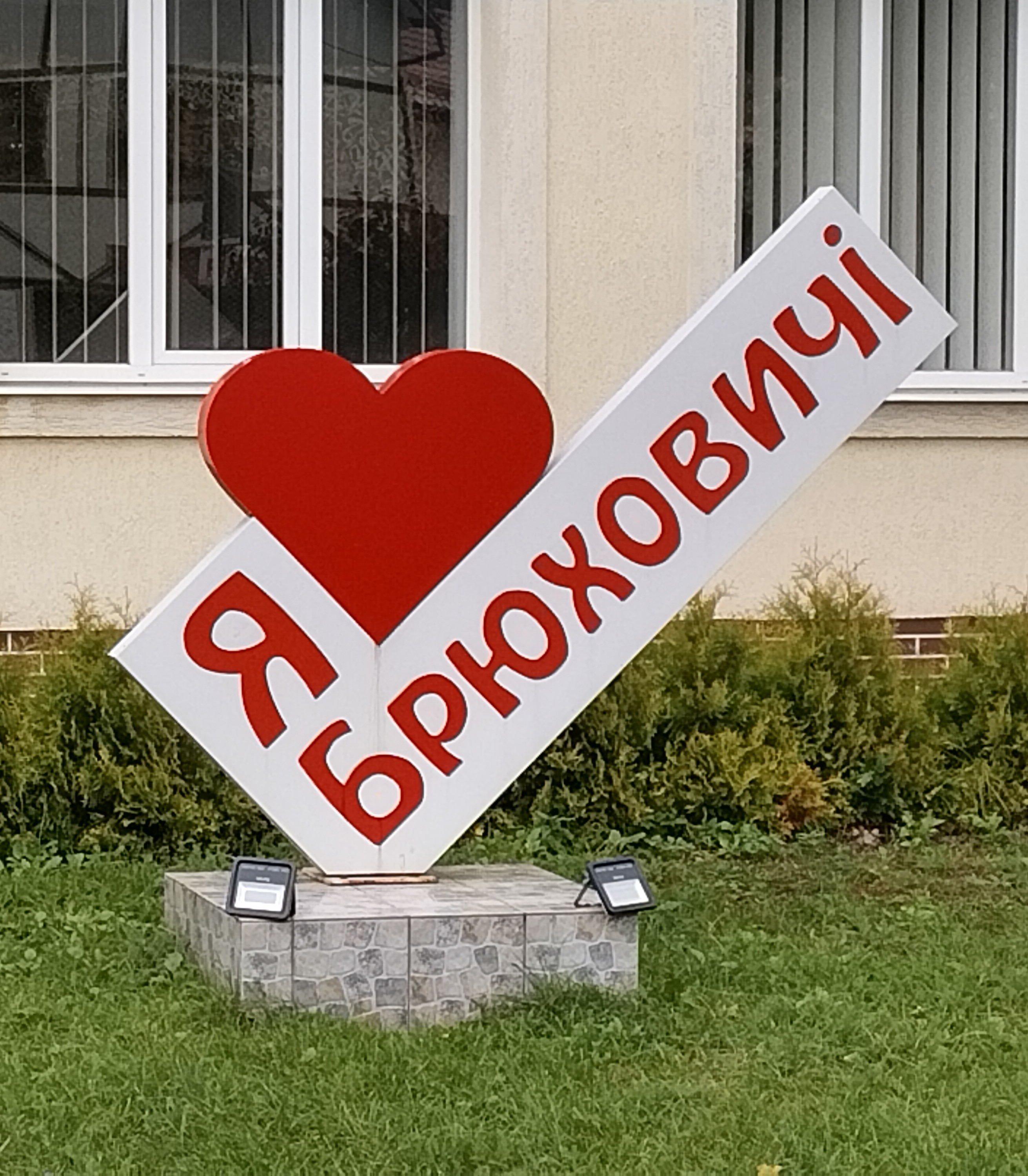
Арт-об'єкт «Я люблю Брюховичі»

Герб Брюховичів: у срібному полі на зеленій основі три зелені ялини, середня з яких вища від двох інших.
Прапор Брюховичів: квадратне полотнище, розділене горизонтально; на верхній білій частині (висотою в ¾ ширини прапора) — три стилізовані зелені ялинки, середня з яких вища від двох інших; нижня частина — зелена.
Знаки символізують селище як курорт та вказують на його розташування серед густих лісів.

## Історія
Територія селища була заселена ще з найдавніших часів. Археологічні дослідження виявили в Брюховичах кілька поселень кам'яної доби. У районі вулиці Фруктової проводили розкопки археологи Інституту українознавства імені І. Крип'якевича НАН України та виявили кам'яні вироби часів мезоліту (культура Вороців-Старуня VI—IV тис. до н. е.), а також залишки печерного поселення. За місцевими переказами на горбі, що звеличується над місцевим цвинтарем, колись було язичницьке капище.

### Часи Речі Посполитої (1340—1772)
Про початки освоєння території нинішніх Брюховичів багато відомостей подає Денис Зубрицький у «Хроніці міста Львова». Король Владислав II Ягайло своїм привілеєм від 18 вересня 1415 року надав Львову великі обшири-розлогі ґрунти, порослі чагарником та лісами, що належали Львівському староству, з правом використовувати їх та закладати колонії. На цих територіях згодом виникли міські села Кульпарків, Білогорща та Брюховичі.
Поселення вперше згадується в документах за 1440 рік: у книзі Львівського ґродського суду міститься запис про спір між мешканцем Дублян, дворянином Микитою, та кметями Брюхович — за позовом останніх.
Король Владислав III Варненчик, перебуваючи у Буді над Дунаєм, своїм привілеєм від 21 липня 1444 року дозволено було заселяти «кметям, хліборобам та корчмарям» — втікачам від татарських набігів. Цей привілей підтвердив король Александер Ягеллончик у 1503 році. В інших джерелах вказується, що «сама оселя (поселення) постала в 1444 році на міських ланах над річкою Брюховицею».
У 1576 році львівські міщани протестували проти того, аби міські маєтки (Кульпарків, Клепарів, обидва Голоска, Замарстинів, Білогорща й Брюховичі) перебували у власності дванадцяти райців чи їхніх родин і стали для них джерелом прибутків. 1600 року місто заснувало у Брюховичах свою папірню, яку 1614 року віддали в оренду Ференцові Зелінському.
Коли у 1635 року король зобов'язав місто щоденно давати на фортифікацію передмість по 12 тяглих і 6 піших підданих, райці Львова наказали осадникам Брюховичів та інших міських сіл відробляти щотижня, замість двох, чотири дні з лану. Мешканці Брюховичів Микола Литвинів та Проник Головачів внесли протест проти львівської влади до міського суду. Скарга дійшла до короля Владислава IV, який призначив для її розгляду виконавчу комісію у складі архієпископа Станіслава Гроховського й коронного рефендаря Залеського. У присутності комісії львівський раєцький уряд засудив непокірних мешканців передміських сіл — «одних на шмагання поворозами на сходах ратуші, інших на колоду. Ще інших на орчик доти, доки не відроблять повинностей, а одного, Яцька Іванового з Малого Голоска, який вдарив на сполох у дзвін, коли міські слуги хотіли виганяти на роботу, засудили, щоб був скараний мечем по шиї».
Міський радний Львова Мартин Ґросваєр, який узяв на себе обов'язок керувати обороною Львова під час облоги міста військами Богдана Хмельницького та Тугай-бея 5 жовтня 1648 року пише, що вночі «неприятель не наступав, лише спалив міське село Брюховичі, вирізав чоловіче населення, а білоголову стать забрав у неволю, знищивши нечисленні маєтки».
У XVII столітті в Брюховичах розпочала роботу перша у Львові фабрика паперу.

### Часи Австро-Угорської імперії (1772—1918)
Брюховичі залишились у складі Економії маєтків Львова до 1862 року. Місто отримало прибутки від брюховицьких лісів, млинів та каменоломень. У 1886 році через Брюховичі прокладено залізницю Львів—Белжець, що стало стимулом для створення в селі відпочинкових осель та вілл для заможних львів'ян. На місці піщаних дюн висаджували сосни, що покращило рекреаційні умови місцевості. 1891 року утворено Товариство власників нерухомості в Брюховичах, яке намагалось зберегти довколишні лісові ландшафти. 1898 року виділено 24 морги лісу (морг — 0,56 га) поблизу залізничної станції для створення лісопарку.
У 1867 та 1899 роках було збудовано дві римо-католицькі дерев'яні каплиці, які було знищено пожежею під час другої світової війни.
Від 1889 року Брюховичі почали розвиватися як рекреаційна зона Львова, селище було включене в офіційний список кліматичних курортів.

### Події першої світової війни (1914—1918)
Наприкінці XIX століття на Лисій (З'явленській) горі, що здіймається над Брюховицьким цвинтарем було споруджено Брюховицький форт — один із 11 фортів зовнішнього поясу фортифікацій, що мав забезпечувати кругову оборону Львова. За описом Михайла Слободянюка, надрукованому у мілітарному альманасі «Цитаделя», форт був укріпленою артилерійською позицією на півбатареї (2—3 гармати) з цегляними траншеями для піхоти, яка обороняла підступи до гармат. Доступ до артилерійських позицій захищали два бічні цегляні каземати (стрілецькі галереї) з бетонним перекриттям на схилах гори. Між ними були ще два каземати для фронтального захисту форту. А центральну частину форту займали позиції для двох артилерійських гармат. Біля них — перекриті бетоном сховища для боєприпасів.
Під час російського наступу на Галичину у серпні-вересні 1914 року форт був залишений австрійським військом без бою. Натомість росіяни його укріпили та обороняли у червні 1915 року.
Зранку 22 червня 1915 року частини 2-ї австро-угорської армії під командуванням фельдмаршала-лейтенанта барона Едуарда фон Бьом-Ермолі увійшли до Львова Янівською дорогою. Росіяни не чинили їм опору та відступали на схід.

### Листопадовий чин (1918—1920)

Символічна могила-курган «Борцям за волю України»

Восени 1918 року розпалася Австро-Угорська імперія, а на її уламках постав ряд незалежних держав. 1 листопада 1918 року, о 4-й ранку, у Львові розпочалося українське повстання, яке у історичних джерелах йменується як Листопадовий чин, метою якого було проголошення Західноукраїнської Народної Республіки) на історично українських землях Галичини, але проти цього були поляки, які хотіли, навпаки, приєднання цих земель до відновленої польської держави. Так без особливого спротиву, оскільки, австрійські, німецькі та угорські частини оголосили нейтралітет, підрозділи українських січових стрільців (1410 вояків та 60 унтер-офіцерів) під командуванням Дмитра Вітовського захопили більшість об'єктів, які відповідали за життєдіяльність міста (міська ратуша, залізничний вокзал, поштамт та багато ін.).
По полудню того ж дня полякам вдалося захопити гілку залізниці між Перемишлем та Львовом, а згодом і львівський двірець. Наприкінці листопада під тиском переважаючих польських сил українські частини залишили Львів. Одразу після залишення Львова була скликана військова рада Української Галицької Армії. Засідання військової ради відбувалася у Миклашівській плебанії, на якій узявши до уваги співвідношення сил, військове командування вирішило усіма можливими способами узяти місто в облогу та повернути його під свій контроль. Для виконання цих рішень необхідно було підтягнути сили та організувати підпілля. Було організовано мобілізацію на всій території Галичини. А Брюховичі, у свою чергу, були ключовим пунктом на західних підступах до Львова та місцем масивного спротиву поляків.
У Львові збройний опір тривав до 21 листопада 1918 року. Для того аби уникнути оточення, командувач армією Львівського гарнізону полковник Гнат Стефанів наказав українським частинам у ніч на 22 листопада залишити Львів, а натомість до міста увійшли передові частини війська польського. У ніч з 24 на 25 листопада 1918 року до оточеного Львова прибув польський генерал Тадеуш Розвадовський та перейняв командування у генерала Болеслава Роя. Новим командувачем було анонсовано наказ про подальший наступ.
Наприкінці грудня 1918 року бойові частини Української Галицької Армії розпочали свій наступ з метою перешкодити постачання залізницею до Львова продовольства, військового озброєння та допомоги для польського війська, що перебувало в оточеному місті. Наміри українського командування були викриті генералом Розвадовським та за його командою військові підрозділи під командуванням майора Йосифа Сопотницького атакували тилові частини УГА поблизу Львова і тим самим зупинили наступ українців.
Друга невдала спроба наступу на Львів була здійснена на початку січня 1919 року, у історичних джерелах йменується, як Вовчухівська офензива та тривала з 15 січня до 19 березня 1919 року. На початку усе складалося вдало для галичан, але вчасно, для польського війська у ці події втрутилася Найвища рада країн Антанти, на вимогу якої просування частин Української Галицької Армії було зупинено на так званій, лінії Бартелемі.
Військові дії відновилися 2 березня 1919 року, а 19 березня польські війська увійшли до Перемишля та повністю відновили залізничне сполучення зі Львовом. Українським командуванням було запропоноване нове перемир'я тривалістю чотири доби, але польською стороною воно було відхилене, через те, що на допомогу останнім з Франції прибув добре вишколений та озброєний 80000 корпус генерала Галлера.
Наприкінці квітня 1919 року Верховне командування війська польського розробило план наступу у Східній Галичині та на Волині, з метою остаточного знищення Української Галицької Армії та забезпечення безпеки польського населення, що населяє ці регіони.
Брюховицький форт — головний форпост українського Львова був захоплений польськими військами о 1-й годині ночі 29 квітня 1919 року і таким чином, після цього битва за Львів була остаточно програна. У липні 1919 року війська Української Галицької Армії відійшли за ріку Збруч.

### Між двома війнами (1921—1939)
У 1925—1939 роках було споруджено костел Христа Царя за проектом архітектора Мар'яна Нікодемовича, що нині належить Українській Греко-Католицькій Церкві. За Польщі місцеві греко-католики належали до парафії у Великих Грибовичах, а у присілку Брюховичів Гомулець знаходилася невелика дерев'яна Троїцька церква, збудована у 1756 році (за іншою інформацією — 1775 року).
Багато вілл у Брюховичах належало заможним львівським підприємцям, юристам, митцям. Вілла львівського архітектора Генрика Заремби стала місцем трагічних подій. 30 грудня 1931 року на віллі у Брюховичах вбили його 17-літню доньку Ельжбету. У вбивстві підозрювали гувернантку й економку — хорватку Риту Горгонову, яка була коханкою Генрика Заремби й народила від нього доньку. Судовий процес над Ритою Горгоновою тривав близько двох років.
Наприкінці 1934 року за проєктом, розробленим Анджеєм Тейсейре та за сприянням Секції Лижвярів Польського Татранського Товариства у Львові було збудовано один з найбільших спортивних об'єктів на території тогочасної Польщі — гірськолижний трамплін у Брюховичах, який відповідав також вимогам FIS та на якому можна було виконувати стрибки на відстань до 55 метрів.
За оцінкою Володимира Кубійовича, що станом на 1939 рік, населення Брюховичів складало 2120 осіб (24,5 % українців, 68 % поляків та 7 % юдеїв).

### Початок другої світової війни. Перші Совіти (1939—1941)
23 серпня 1939 року була підписана угода про ненапад між Німеччиною та Радянським Союзом відома, як пакт Молотова — Ріббентропа. Пакт гарантував нейтралітет Радянського Союзу в конфлікті Третього Рейху з Польщею та країнами Заходу, та давав можливість повернення Радянським Союзом втрачених Росією у першій світовій війні територій. Таємним додатковим протоколом визначались сфери взаємних інтересів обох держав у Східній Європі та поділ Польщі між ними при очікуваному у ті дні нападі Німеччини на Польщу.
Німеччина почала виконувати умови цієї угоди, розпочавши польську компанію, тобто вже 1 вересня 1939 року напала на Польщу.
У вересні 1939 року довкола Брюховичів точились жорстокі бої між польськими та німецькими військами.
13 вересня 1939 року група генерала Казімєжа Соснковського намагалася прорватися через Брюховицький ліс, який німці називали «Мертвий ліс» або «Ліс смерті» (нім. Toten wald), до Львова. В районі дороги на Брюховичі між німецькими гірськими стрільцями 98-го єгерського полку генерала Фердинанда Шернера та групою генерала Соснковського відбувся бій, у результаті якого останні опинилися в оточенні та були розбиті німецькою армією, що наступала.
Командир артилерійських складів № 6 в Брюховичах «Dinamit magazin», підполковник Л. Дмишевич, підрозділ якого протягом дня 20 вересня 1939 року успішно відбивав наступ німців, отримали наказ генерала К. Соснковського здаватися без знищення складів, з урахуванням небезпеки наслідків підриву боєприпасів складу для мешканців Львова та Брюховичів. Гарнізон брюховицьких артскладів, що мав відчутні втрати, але о 7-й ранку, 21 вересня 1939 року, виконуючи наказ генерала, здався німцям у повному складі — 16 офіцерів та 300 солдатів, попередньо знищивши чотири 155-ти міліметрової гаубиці.
22 вересня 1939 року, о 2-й годині по полудню, польський гарнізон Львова остаточно склав зброю і до 4-ї години по полудню Червона армія увійшла та зайняла Львів, а також приміські села, у тому числі й Брюховичі. Німецькі частини натомість відійшли з щойно зайнятих територій, оскільки діяли попередні домовленості між Німеччиною та СРСР (пакт Молотова-Ріббентропа). Фактично ці території були «звільнені» від польського панування і вже 1 листопада 1939 року у Москві Верховна Рада СРСР, у односторонньому порядку, на позачерговій сесії прийняла «Закон про включення Західної України до складу СРСР», з возз'єднанням з УРСР, а за два тижні в Києві Верховна Рада УРСР, також на позачерговій сесії прийняла «Закон про прийняття Західної України до складу УРСР». Так Західна Україна, у тому числі Львів та Брюховичі «де-факто» стали складовою частиною СРСР, а «де юре» остаточно увійшла до складу УРСР вже по закінченню німецько-радянської війни — 16 серпня 1945 року.
У 1940 році Брюховичі отримали статус селища міського типу.

### Під німецькою окупацією (1941—1944)
Під час німецької окупації 1942—1944 роках Брюховичі перебували в межах розширеної території міста Львова і входили до складу 10-ї дільниці міста — «Міський ліс».

### Період у складі Радянського Союзу (1944—1991)
У 1939—1942 та 1944—1957 роках селище було центром Брюховицького району Львівської області.
1946 року в селищі були створені перші партійна та комсомольська організації. До середини 1960-х років у Брюховичах налічувалося вже вісім партійних організацій із загальною чисельністю членів — 110 осіб та сім комсомольських організацій із загальною чисельністю членів — 810 осіб. Найчисельнішою була комсомольська організація львівського технікуму сільського будівництва — 483 особи.
За радянських часів у селищі діяли санаторій «Львів», будинок відпочинку «Лісова пісня», 22 стаціонарних піонерських таборів та 7 постійно діючих профілакторіїв при них, 13 санаторіїв та баз відпочинку. Працювали Брюховицьке та Завадівське лісництва, кілька невеликих деревообробних підприємств, було впорядковано три озера.

### Новітня історія селища
У 1996 році за постановою уряду України було підтверджено статус курортно-рекреаційної місцевості.
У травні 1999 року назву селища можна було прочитати на шпальтах всіх газет світу. Президенти дев'яти країн Центральної Європи обрали старовинне місто Львів місцем зустрічі, на якій обговорювалися основні проблеми центральноєвропейського регіону. 15 травня учасники саміту в рамках програми зустрічі милувались чарівними краєвидами нашого селища із мальовничої «Колиби».
Від 1990-х років почалася масова забудова східної частини селища індивідуальними котеджами, яку місцеві мешканці називають «Полем чудес».
До 2006 року в Брюховицькому лісі дислокувався потужний 146 командно-розвідувальний центр штабу Прикарпатського військового округу (в/ч 31996, А1590), 30-й окремий батальйон РХБЗ (радіаційного, хімічного і бактеріологічного захисту) 24-ї «залізної» механізованої дивізії 13-ї армії Прикарпатського військового округу (нині — Оперативне командування «Захід»). 25 грудня 2008 року було вивезено останні боєприпаси з 731-го артилерійського складу озброєння і боєприпасів (в/ч А3870) (військове містечко № 160), де зберігалося понад 70 тис. тонн боєприпасів. Тепер на цій земельній ділянці загальною площею 141,1 га планують збудувати дитячий парк розваг. Виконавчий комітет Львівської міськради на засіданні 2 квітня 2021 року ухвалив рішення провести архітектурний конкурс, щоб визначити майбутній вигляд цієї ділянки. Тут пропонується облаштувати парк розваг для дітей, простори для сімейного відпочинку та спортивні об'єкти. Щоб реалізувати план з розбудови цієї території під парк розваг, міська рада планує отримати землю у комунальну власність

## Історичні пам'ятки

### Меморіали, пам'ятники
- Пам'ятник Тарасові Шевченку урочисто відкритий 18 вересня 1994 року (скульптор — Любомир Кукіль)[14].
- Пам'ятник Іванові Павлові II, відкритий у 2012 році (скульптор — Любомир Кукіль) при вул. Львівській[15].
- Пам'ятник Богдану Хмельницькому, встановлений у 1954 року при вул. Курортній.
- Пам'ятник радянським воїнам, які загинули при визволенні селища у липні 1944 року (скульптор Михайло Лисенко), встановлений 1956 року на місці братської могили радянських воїнів на старому Брюховицькому цвинтарі, що при вул. Львівській.
- Пам'ятник поету, композитору Володимиру Івасюку встановлений за кошти Брюховицької селищної ради біля Народного дому та урочисто відкритий 18 жовтня 2020 року. Двометрова постать композитора виконана у бронзі (скульптор — Любомир Кукіль)[16][17].
- Пам'ятний знак — дерев'яний хрест борцям за волю України, загиблим та закатованим у 1944—1951 роках, що розташований при вул. Отця Іздрика, поблизу вілли, у якій у 1940—1950 роках містився районний відділ НКВС.
- Пам'ятний знак Героям Небесної Сотні при вул. Незалежності України.
- Символічний курган-могила Борцям за волю України при вул. Львівській.
- Фігура Богородиці — на розі вулиць Незалежності України та Дитячої.
- Меморіал Володимира Івасюка на місці трагічної загибелі поета, композитора у Брюховицькому лісі.
- Меморіальний комплекс «Криївка на Круковій Горі» — відновлені криївка та пам'ятний хрест на місці загибелі крайового референта ОУН-УПА (сектор — пропаганда) Володимира Майора (псевдо «Весняний»), Павла Михальчука (псевдо «Дем'ян») та Костянтина Струка під час бою з підрозділами НКВС на Круковій горі 26 лютого 1946 року. Урочисте освячення та відкриття меморіального комплексу відбулося 8 грудня 2019 року. Згодом, на місці відновленої криївки планують відкриття музею[18].

Пам'ятник Т. Г. Шевченку
Пам'ятник блаженному Папі Римському Івану Павлу II
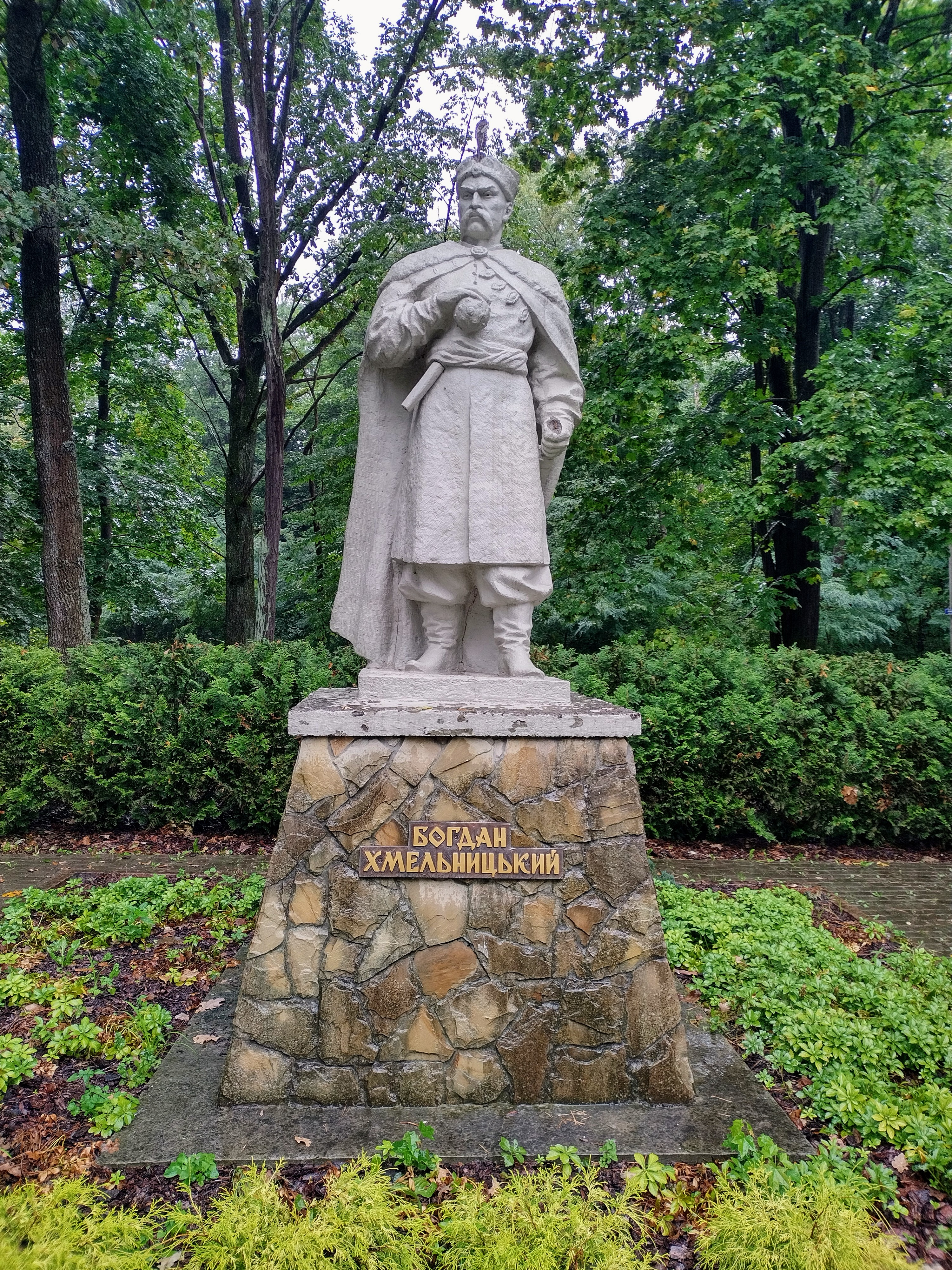
Пам'ятник Богдану Хмельницькому
Пам'ятний хрест «Борцям за волю України, погиблим та закатованим у 1944—1951 рр.»
Пам'ятник на братській могилі радянських вояків, які загинули при визволенні селища у липні 1944 р.
Пам'ятний знак «Героям Небесної Сотні»
Хрест на вул. Отця Іздрика
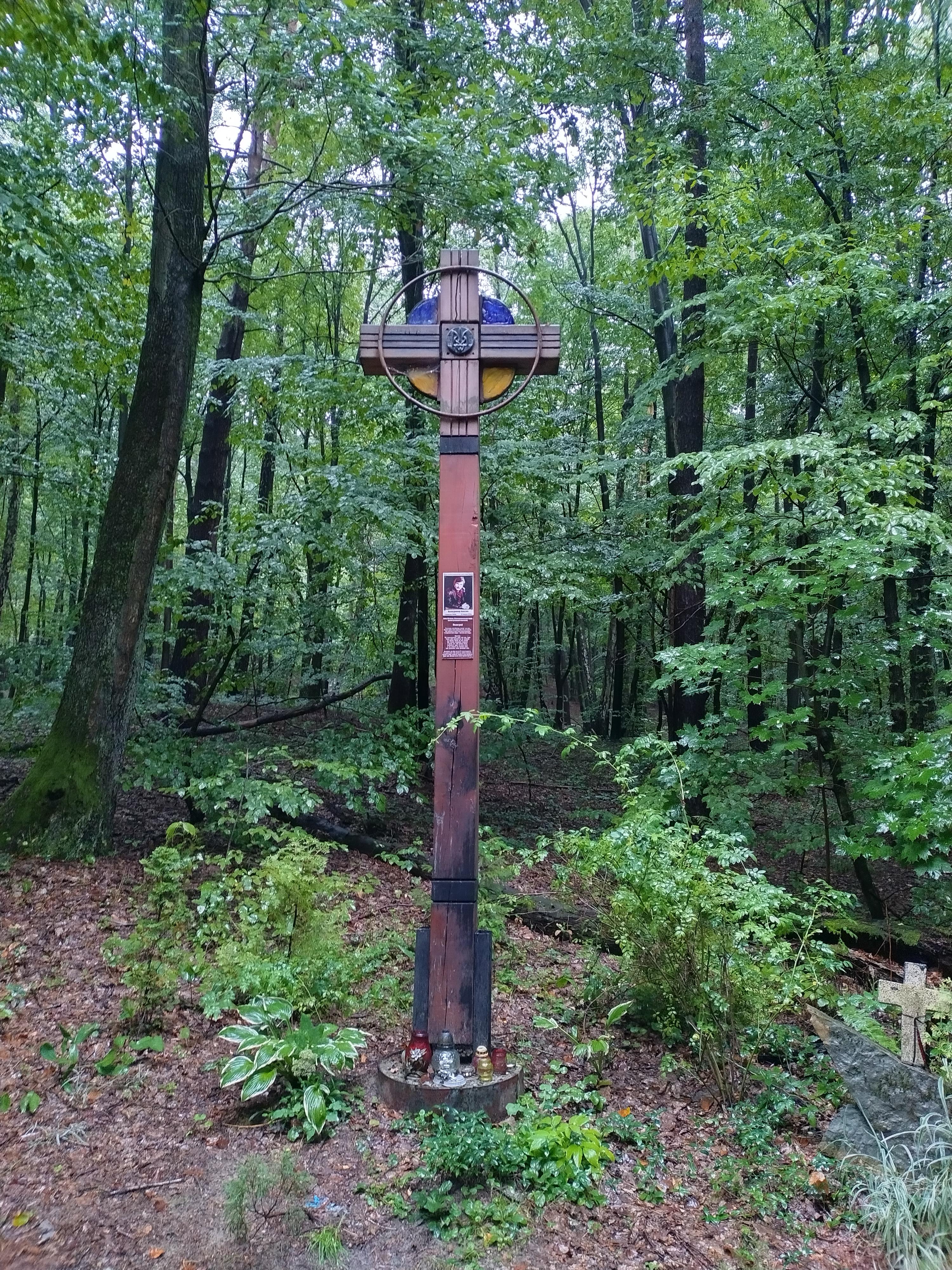
Меморіал Володимиру Івасюку на місці трагічної загибелі у Брюховицькому лісі

Демонтовані
- Пам'ятник М. Горькому, демонтований на початку 1990-х років.
- Пам'ятник В. І. Леніну, встановлений 1954 року на колишній вулиці Комунарів, демонтований на початку 1990-х років.
- Пам'ятник В. І. Леніну (встановлений 1969 року на колишній вулиці Червонопрапорній, демонтований 1990 року.
- Пам'ятник «Мати-Вітчизна» (скульптор Михайло Лисенко), виготовлений на Львівській експериментальній кераміко-скульптурній фабриці та встановлений 1956 року на місці братської могили радянських воїнів, що на пагорбі при вул. Львівській (за костелом Святої Терези від Дитятка Ісуса). Пам'ятник являє собою скульптурну композицію жінки-матері, яка тримає на колінах пораненого воїна, встановлена на високому шестикутному постаменті, на кожній грані якого вмуровано гранітні пам'ятні таблички з іменами воїнів, які загинули при визволенні селища у липні 1944 року. Від вулиці Львівської до пам'ятника підіймаються бетонні сходи. Він давно потребував реставрації, оскільки у жінки-матері, та у воїна, що лежить у неї на руках, повністю були пошкоджені «руки». У листопаді 2019 року за сприяння меценатів селища, місцевих мешканців, селищного голови та місцевих депутатів цілісність пам'ятника було відновлено[19]. 19 червня 2023 року виконавчий комітет Львівської міської ради затвердив рішення про перенесення цього пам'ятника до меморіального музею тоталітарних режимів «Територія Терору»[20]. 28 червня 2023 року пам'ятник демонтований та перевезений у львівський музей «Територія Терору»[21][22].

### Сакральні споруди
- Церква Введення у Храм Пресвятої Богородиці (вул. Курортна. 6). Настоятель — отець Ярослав Ощудляк.
- Храм Різдва Пресвятої Богородиці (вул. Отця Іздрика, 6)[23]. У 1925—1939 роках було споруджено костел Христа Царя за проєктом архітектора Мар'яна Нікодемовича. У 1936 році була проведена перша Служба Божа. Разом з костелом почали будувати плебанію та школу. Так правили до початку другої світової війни. З приходом радянської влади священики парафії виїхали до Польщі. Після арешту останнього українського священика, храм на довгі роки «перейшов» до російської православної церкви. На початку 1990-х років парафіяни церкви повернулися до віри своїх батьків, а храм отримав свою сучасну назву. При парафії є Катихетична школа, «Молитовна група», Братство Матері Божої Неустанної Помочі та вівтарна дружина, також 2 хори (диригентом дорослого хору є В. Ганас та дитячий хору диригентом є О. Закопець). За весь час існування церкви її настоятелями були: о. Бемко (1939—1941), о. Ігор Сподар ЧНІ, о. Леонід Мальков ЧНІ, о. Петро Салагуб (1992—2013), о. Руслан Мартинюк (від 2013 року). У 2016 році до Церкви Різдва Пресвятої Богородиці був призначений священиком о. Роман Соколенко, який співпрацює з адміністратором парафії Різдва Пресвятої Богородиці УГКЦ о. Петром Салагубом.

- Церква Пресвятої Трійці (пам'ятка архітектури національного значення № 339), збудована у 1756 році (за іншими відомостями — у 1775 році) у присілку Брюховичів Гамулець (нині — вул. Під Осовою). За Польщі церква належала до греко-католицької парафії Великих Грибович, водночас нею користувалися й греко-католики Брюховичів. Сьогодні церква перебуває у спільному користуванні громад УГКЦ та УПЦ КП. Храм належить до рідкісного типу двокамерних церков, які складаються лише з двох зрубів. Третя частина церкви — бабинець — це скоріше сіни, збудовані незрубним методом. Перед церквою стоїть величний кам'яний хрест, на якому ще видно окремі слова польською мовою, але прочитати увесь текст вже неможливо. До складу ансамблю церкви Пресвятої Трійці входить також мурована брамна дзвіниця[24].
- Каплиця Оранта «Премудрості Божої», збудована з нагоди 2000-річчя Різдва Христового.
- Каплиця Святого Йосифа при монастирі Святого Йосифа згромадження отців Василіян (вул. Широка, 6)
- Костел Святої Терези від Дитятка Ісуса (вул. Потічок, 6). У березні 2017 року ректор санктуарію святої Терези у французькому місті Лізьє о. Олівер Руффрей передав суперіору отців-паллотинів у Франції о. Олександру Пєтжиці наріжний камінь для костелу Святої Терези від Дитятка Ісуса, що будується на горбі при вул. Львівській у Брюховичах. 21 квітня до санктуарію у Лізьє вирушила парафіяльна делегація з Брюховичів, щоб отримати мощі святої Терези від Дитятка Ісуса, які буде вміщено у вівтарі костелу. 18 червня 2017 року відбулися урочистості вмурування наріжного каменю в основу майбутнього храму[25][26]. 13 квітня 2019 року архієпископ Мечислав Мокшицький освятив новоспоруджений костел святої Терези від Дитятка Ісуса отців паллотинів у Брюховичах[27].

Церква Різдва Пресвятої Богородиці (УГКЦ)
Каплиця Оранта «Премудрості Божої» (УГКЦ)
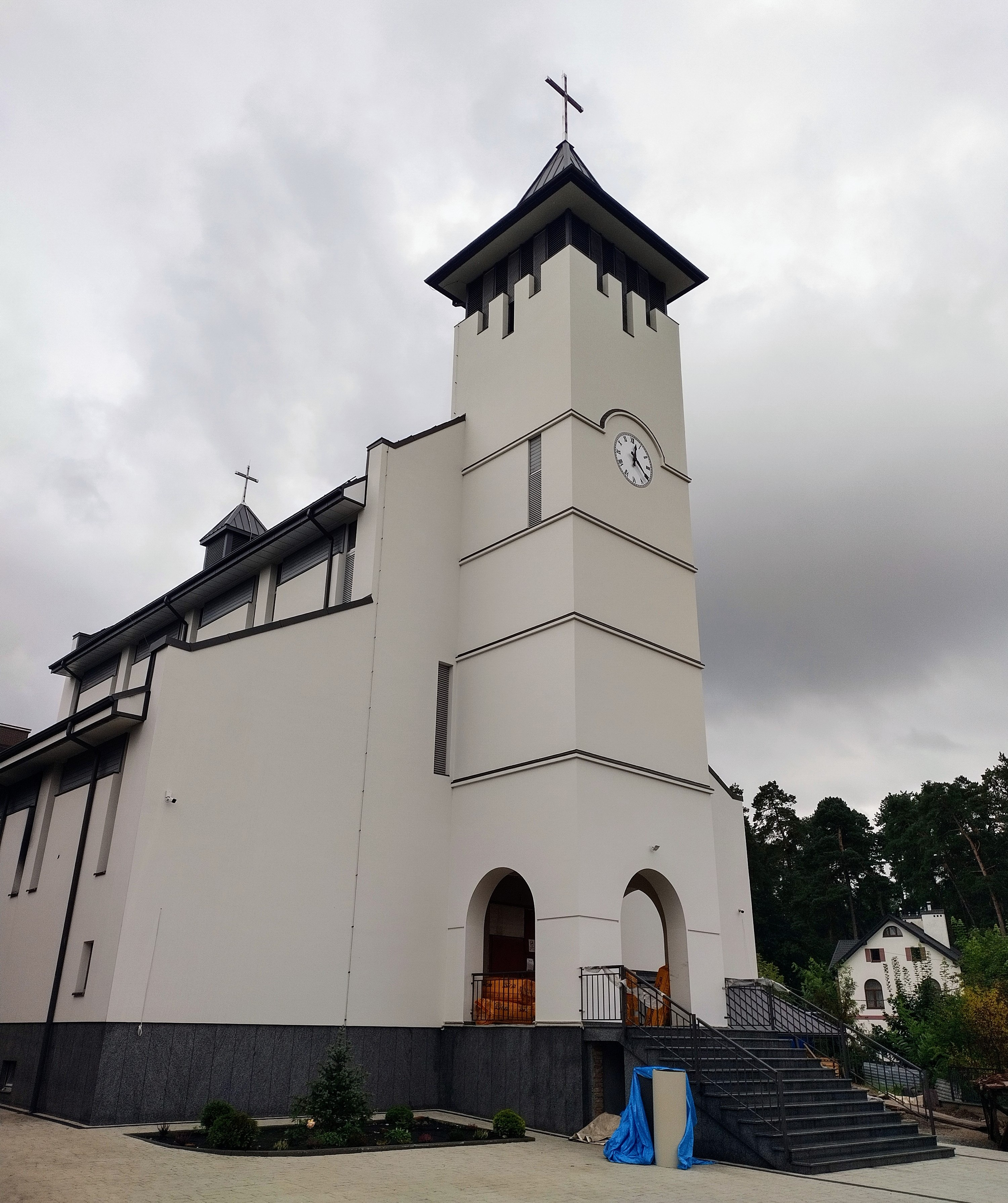
Костел Святої Терези від Дитятка Ісуса (РКЦ)
Церква Введення в Храм Пресвятої Богородиці (ПЦУ)

## Музей модерної скульптури Михайла Дзиндри
У селищі працює Музей модерної скульптури Михайла Дзиндри — єдиний в Україні музей модерної скульптури, розташований по вулиці Музейній, 16. Тут експонується понад 808 унікальних творів абстрактного мистецтва, серед яких скульптури пластичних асоціацій, абстрактні форми та рельєфні портрети. Скульптор Михайло Дзиндра подарував Україні 808 скульптур та будівлю під музей площею 1409 м². Музей є відділом Львівської галереї мистецтв.

## Природоохоронні об'єкти
- Магнолія Кобус — об'єкт природно-заповідного фонду Львівської області, ботанічна пам'ятка природи місцевого значення.
- Парк 7-ої міської комунальної лікарні м. Львова (Брюховицький дендропарк) — парк-пам'ятка садово-паркового мистецтва, розташований при вул. Івасюка, 74.

## Економіка

### Промисловість
У селищі працює декілька виробничих підприємств, переважно приватної форм власності, що спеціалізуються в галузях:
- деревообробки — ТДВ «Брюховицький ДОК»[28], ТзОВ «Тесля»[29];
- виробництво вакуумної упаковки для продуктів харчування — ВП ТзОВ «Технопак»[30].
- розсадник декоративних рослин «Гамулець» (вул. Під Горою, 7), заснований у 2016 році. Основні види рослин — хвойні, а саме колоноподібні туї смарагд, холмструп, конусоподібні санкіст, корнік тощо. Багато видів кулястих туй, понад 14 сортів ялівців, різні види азалій, рододендронів, бордюрних листяних, барбарисів тощо[31].

### Туризм
Станом на 26 лютого 2016 року в Брюховичах зареєстровано 7 готельних комплексів, зокрема, найвідоміші з них — це готельні комплекси «Колиба» та «Валентина». Також в селищі працює музей модерної скульптури Михайла Дзиндри та заміська станція спостережень астрономічної обсерваторії Львівського національного університету імені І. Франка.

## Інфраструктура

### Освіта

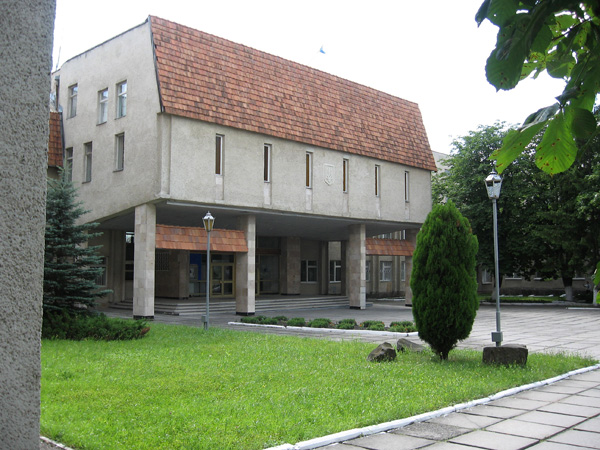
Львівський регіональний інститут державного управління Національної академії державного управління при Президентові України

- Львівський регіональний інститут державного управління Національної академії державного управління при Президентові України (вул. Сухомлинського, 16)[36]. Навчальний заклад створено на базі колишнього Львівського технікуму сільського будівництва.
- Теологічний інститут імені святого Архієпископа Йосипа Більчевського римсько-католицької церкви в Україні (вул. Львівська, 62)[37]. За цією ж адресою діє теологічний Інститут імені святого Архієпископа Йосипа Більчевського Львівської Архідієцезії РКЦ, що є філією теологічного факультету Люблінського Католицького Університету імені Йоана Павла ІІ[38]. Комплекс будівель семінарії розташований на території колишнього дитячого табору «Електрон»[39]. 26 червня 2001 року семінарію, під час апостольської візитації, відвідав Папа Римський Іван Павло ІІ.
- Василіянський інститут філософсько-богословських студій імені Йосифа Велямина Рутського (вул. Широка, 6).
- Середня загальноосвітня школа І-ІІІ ступенів № 41 міста Львова (вул. Макаренка, 19)[40]. Будується новий корпус школи[41]. Станом на початок вересня 2017 року проводяться роботи з монтажу даху першої частини споруди, проведено монтаж дерев'яних конструкцій та закуплено металочерепицю, а також у другому та третьому корпусах добудовують другий поверх. До кінця року планується накрити усі три корпуси, встановити вікна та двері, а наступного — монтаж різного роду комунікацій та проведення зовнішніх робіт[42].
- Комунальний заклад Львівської обласної ради «Багатопрофільний навчально-реабілітаційний центр I-II ступенів Святого Миколая», яким керує Цимбалюк Наталія Павлівна. За радянських часів — Львівська спеціальна загальноосвітня школа-інтернат № 104 (вул. Незалежності України, 1).
- Заклад дошкільної освіти (ясла-садок) № 143 Львівської міської ради (вул. Макаренка, 9)[43]. Найближчим часом планується будівництво ще одного корпусу садочку[44].
- Львівська державна музична школа № 7 (вул. Івасюка, 27)[45].
- Бібліотеки-філії міста Львова — № 28 ЦБС для дорослих (вул. Незалежності України, 31) та № 29 ЦБС для дітей (вул. Незалежності України, 37).

### Послуги
- надання послуг з вивезення твердих побутових відходів — ТзОВ «АВЕ Львів»[46];
- надання послуг з експрес-доставки документів, вантажів та посилок населенню — відділення «Нової пошти»;
- надання телекомунікаційних послуг (телефонія, доступ до мережі Інтернет, інтерактивне телебачення тощо) — центр телекомунікаційних послуг Львівської філії ПАТ «Укртелеком», ПрАТ «Фарлеп», ТОВ «Аркада-Х» та інші.
- надання універсальних послуг поштового зв'язку (пересилання простої та рекомендованої кореспонденції, бандеролей, передплата періодичних видань тощо) — львівське міське відділення поштового зв'язку «Брюховичі» Поштамту-Центру поштового зв'язку Львівської дирекції АТ «Укрпошта»[2];
- надання широкого спектра банківських послуг — відділення ПАТ «Ощадбанк» № 10013/0312[47].

У сфері побутового обслуговування (перукарські послуги, ремонт та технічне обслуговування автотранспорту, ремонт одягу та взуття, ремонт електропобутової техніки, ритуальні послуги, фотопослуги, хімчистки тощо) послуги надають приватні підприємства різних форм власності.

### Торгівля
В галузі торгівлі у Брюховичах діє 45 торгових закладів, які належать приватним підприємцям різних форм власності. У сфері ресторанного бізнесу працює 4 підприємства. Діє невеличкий продуктовий ринок в центрі селища (вул. Івасюка, 1).

### Медицина
За часів СРСР на території селища працювало 13 санаторіїв, профілакторіїв та баз відпочинку, розрахованих на 2800 відпочивальників, нині діє лише два подібних заклади — санаторій «Львів» (вул. Курортна) та реколекційно-відпочинковий центр «Світлиця» (вул. Широка, 4), а також дитячий оздоровчий табір «Супутник» від Львівської залізниці (вул. Львівська, 92). Санаторій «Львів» проданий у 2020 році ТОВ «Компанія «Аста».
Окрім санаторіїв в Брюховичах розташована 7-ма львівська міська кардіологічна лікарня, в якій працюють відділення реабілітації хворих інфарктом міокарда (вул. Івасюка, 74); доросле поліклінічне відділення та жіноча консультація (вул. Ягідна, 8) та дитяче поліклінічне відділення (вул. Івасюка, 40).
Також в Брюховичах за радянських часів розташовувався санаторій-профілакторій «Сосновий бір», що тоді належав львівському заводу телеграфної апаратури. Від 1994 року тут містилася Львівська обласна комунальна лікарня відновного лікування (вул. Лікарська, 8) та ортопедичне відділення (вул. Нова, 1) Львівської обласної дитячої клінічної лікарні «Охматдит» та військовий шпиталь (вул. Незалежності України, 31).
Для наших чотирилапих друзів працює приватна ветеринарна клініка (вул. Сухомлинського, 10), що надає хірургічні, терапевтичні та перукарські послуги, а також за допомогою сучасного обладнання проводить діагностику стану здоров'я хатніх улюбленців.

### Транспорт

Приміщення залізничного вокзалу станції Брюховичі

Залізнична станція Брюховичі пов'язана гілками прямого залізничного сполучення з Рава-Руською і Львовом. Через селище курсують такі автобусні маршрути:
| № маршруту | Напрямок                                           |
| ---------- | -------------------------------------------------- |
| 8          | Львів (вул. Зернова) — Брюховичі (вул. Курортна)   |
| 8А         | Львів (вул. Зернова) — Брюховичі (вул. Курортна)   |
| 22         | Львів (вул. Зернова) — Брюховичі (вул. Під Осовою) |
| 144        | Ясниська — Львів (Церква Святої Анни)              |

Цікавою вже є традиція, коли протягом усіх Різдвяних свят між Львівським головним двірцем і станцією Брюховичі курсує ретро-потяг. Потяг має усього шість рейсів, під час однієї поїздки, тривалістю 1 год. 15 хв., перевозить близько 150 пасажирів. Розклад руху ретро-потягу (1, 2, 7, 8, 9 та 14 січня кожного року):
| Час відправлення | Станція відправлення | Час прибуття | Станція прибуття |
| ---------------- | -------------------- | ------------ | ---------------- |
| 12:40            | Львів                | 13:00        | Брюховичі        |
| 13:45            | Брюховичі            | 14:05        | Львів            |

Вартість проїзду становить:
- для дітей до 6 років — безкоштовно;
- для дітей 6—14 років — 4,5 грн.;
- для дорослих — 6 грн[59].

## Релігія
- Всеукраїнський центр Свідків Єгови (вул. Львівська, 64).
- Контемплятивно-адораційний монастир пророка Іллі[60][61][62].
- Монастир згромадження сестер катехиток святої Анни при Львівській Архієпархії УГКЦ (вул. Широка, 6)[63][64]. 6 лютого 2018 року в каплиці монастиря архієпископ-митрополит Львівський Мечислав Мокшицький звершив інтронізацію мощей І ступеня святого Іоана Павла ІІ, які були ним передані черницям ще 21 листопада 2016 року в каплиці Львівської митрополичої курії[65].
- Монастир Святого Йосифа Василіянського Чину Святого Йосафата.
- Монастир Святого Йосифа Обручника і новіціат сестер Василіянок (вул. О. Іздрика, 1)[66].
- Паллотинська парафія Святої Терези від Дитятка Ісуса (вул. Потічок, 6)[67], урочисте відкриття якої відбулося 7 жовтня 2012 року. 21 червня 2014 року архієпископ-митрополит Львівський Мечислав Мокшицький освятив хрест та територію, на якій буде споруджено парафіяльний мурований костел[68]. 15 березня 2016 року розпочато будівництво парафіяльного храму при вул. Львівській, а 18 червня 2017 року було освячено та закладено привезений із Франції наріжний камінь, який вмурували у стіну святині разом з меморіальною таблицею про цю подію[69]. 13 квітня 2019 року архієпископ Мечислав Мокшицький освятив новоспоруджений костел святої Терези від Дитятка Ісуса[27].

## Громадське життя
У селищі діє молодіжна громадська організація «Наші Брюховичі», яку очолює  — Віталій Денега.
Активісти ГО «Наші Брюховичі» брали участь у загальноукраїнському проекті «Енергія Євромайдану — в малі громади».
Восени 2015 року активісти ГО ініціювали проведення у Брюховичах спортивного заходу «Забіг для здоров'я Софійки Крочак», кошти зібрані під час акції направлені на проведення обстеження малечі, яка народилася з порушеннями розвитку та потребує систематичного лікування. Даний захід зумів поєднати у собі благодійність та популяризацію здорового способу життя серед дітей та молоді.
1 серпня по 31 жовтня 2016 року, за сприянням ГО «Наші Брюховичі» та фінансової допомоги магазину «Майстер» (вул. Івасюка), проведено фотоконкурс «Краса та велич Брюхович», а в січні 2017 року, у рамках Різдвяного ярмарку «Брюховичі колядують», проведено нагородження переможців конкурсу — Анну Котлярову та Тараса Боберського.

## Культурні заходи

### Львівська маївка
Щорічно, 21 травня, на території Вищої Духовної семінарії РКЦ у Брюховичах відбувається традиційна забава «Львівська маївка», яку за підтримки Генерального консульства РП у Львові організовують Апостольський Рух «Родина Родин» Львівської Архідієцезії та Товариство Польської Культури Львівщини. Протягом останніх двадцяти років подібні заходи відбувалися вже багато разів, але у останніх чотири роки вони набули нової форми зустрічі та спілкування на свіжому повітрі, під час якої відбуваються ярмарок народного промислу, виставка художніх робіт, художні майстер-класи та спортивні ігри для молоді. Зустрічі на маївках для поляків зі Львова та Львівщини стають дедалі популярнішими, служать інтеграції польського суспільства та збільшенню активності організацій.
Так, 2015 року, забава «Львівська маївка-2015» розпочалася урочистим привітанням гостей, серед яких були Його Високопреосвященство Архієпископ-Митрополит Львівський Мечислав Мокшицький, настоятель Митрополичої Базиліки отець-прелат Ян Нікель, Генеральний консул Польщі у Львові, голова Товариства «Спільне Коріння» з Ряшева Збігнєв Войцеховський, представники польських міст: Люблін, Ярослав, Перемишль та інші.
Після урочистих привітань на сцені розпочався концерт, на якому свою майстерність показували аматорські, напівпрофесійні та професійні колективи з Борислава, Дрогобича, Лановичів, Мостиськ, Самбора, Судової Вишні, Стрия, Золочева та Жовкви, а також капели «Веселий Львів» та «Львівська хвиля» зі Львова. Вперше на «Львівську маївку» прибула група з Івано-Франківська. Варто зазначити, що концертові передували музично-пісенні майстер-класи, які провели керівники двох вищезгаданих львівських капел та польсько-українського колективу «Galicja Folk Band». Це дозволило обрати репертуар пісень для концерту, а метою був обмін досвідом художньої діяльності окремих територіальних організацій та практичні заняття.
Учасників частували тепленькими ковбасками, смачним бігосом, свіжими овочами та зеленню, солодощами, соками та газованими напоями, зокрема, дорослі могли також скуштувати польського пива, наданого Лежайською броварнею. Загалом у Маївці взяло участь понад 700 осіб.
У наступному році, забава «Львівська Маївка-2016» була організована членами Товариства польської культури Львівщини за допомогою членів Руху «Родина Родин», товариства «Стрілець», львівського спортивного клубу «Погонь» та громадського об'єднання «Союз поляків „Білий орел“» за підтримки Генерального Консульства Польщі у Львові.
Свої стенди, серед інших представили відділи Товариства польської культури Львівщини з Великих Мостів, Червонограду, Мостиськ, Самбора, Лановичів. Перед концертом відбулися майстер-класи для музичних колективів. Артисти мали можливість, під керівництвом професіоналів, брати участь у прослуховуванні пісень, які треба було б заспівати та у якій черзі.
Під час концерту на літній сцені свій творчий доробок показали наступні аматорські, напівпрофесійні та професійні творчі колективи: «R.I.V.O.» з Червонограду), «Червоні ягоди» з Самбора, «Лісові квіти» з Дрогобича, учасники загальноукраїнського шоу «Україна має талант», «Б'ється сердечко» з Золочева, «Бориславці» з Борислава, «Стокротка» з Лановичів, а також ансамбль пісні і танцю «Веселі львів'яни» та гурт «Ретро вернісаж» зі Львова. Виступили хори «Відродження» з Дрогобича та «Лілія» з Судової Вишні, а також представниця «Союзу поляків „Білий орел“» Олена Воронець з Бродів. Капела «Веселий Львів» традиційно виконала декілька львівських батярських пісень.
Під час цьогорічної Маївки, як й у попередні роки, свій артистичний доробок показала школа пластики «Верес». Діти та молодь мали можливість побігати та пограти м'ячем на газоні. Для учасників забави організатори приготували понад 150 кг ковбаси, яку подавали на спеціальних «гриль-точках», а також кількадесят кілограмів бігосу, овочів та зелені, солодощів, напоїв. Участь у забаві узяло понад 500 поляків зі Львова та області. Понад 100 осіб, переважно молодь, приїхала на забаву безпосередньо зі Львівського Університету, де о 12 годині відбувся ІІІ Загальноукраїнський диктант з польської мови, організований Фондом «Свобода і демократія».

## Спорт
У Брюховичах мають свою заміську навчально-тренувальну базу львівські «Карпати» (вул. Ясна). Крім того селище має власну футбольну команду — ФК «Легінь», яка виступає у третій лізі першості Львівської області з футболу. Для підопічних Василя Салагуба та Андрія Чорного сезон 2016 року став дебютним, за підсумками якого команда посіла шосте місце. У зимове міжсезоння команда кожного року бере участь у турнірі пам'яті Ернеста Юста.
14—17 липня 2017 року Львівщина приймала чемпіонат України зі спортивного орієнтування на велосипедах. Велотраси пролягли в межах Брюховичів та Рясного-2. Участь у змаганнях узяли спортсмени з Києва, Харкова, Чернівців, Івано-Франківська, Львівщини. Господарів чемпіонату представляла команда дитячо-юнацької спортивної школи № 6 м. Львова. За результатами трьох днів змагань чемпіонами та призерами у різних вікових групах стали брюхівчани:
- 1-ше місце — Назар Бабич, Надія Маланчук, Ярослав та Христина Муханови;
- 2-ге місце — Орися Камінська, Назар Сапрун, Тетяна Фесун;
- 3-тє місце — Ігор Вишневський, Михайло Карплюк, Оксана Овсінська, Єгор Рожко, Ярина Сипко, Дарина Чос.

## Відомі люди

### Мистецтво
- Андрій Кузьменко — український співак, письменник, телеведучий, продюсер, актор. Лідер гурту «Скрябін».
- Лінинський Петро Степанович — український реставратор, митець, музейник, збирач старовини, меценат.

### Політика
- Степан Сенчук — підприємець, колишній голова Львівської ОДА, загинув у результаті замаху.

### Церква
- о. Андрій Іздрик — український католицький священик, парох у Підкамені, душпастир в Олесько, репресований. Похований в Брюховичах.
- о. Антоній Масюк — український католицький священик, ієромонах Василіянського Чину.
- о. Ісидор Іван Патрило — український католицький священик, протоархімандрит Василіянського Чину, історик церкви, бібліограф.

### Спорт
- Юрій Дячук-Ставицький — радянський та український футболіст, заслужений тренер України.

### Учасники визвольних змагань
- Сергій Невеличук — старший лейтенант ЗСУ, учасник російсько-української війни 2014—2017 років.

## Брюховицький цвинтар
Відомі поховання
Серед найзначущіших поховань:
- Булгаков Володимир Петрович — радянський футболіст і тренер. Майстер спорту СРСР (з 1969). Заслужений тренер УРСР (з 1983). Володар Кубка СРСР 1969 року.
- Красота Георгій Тимофійович[ru] (1919—2005) — учасник німецько-радянської війни, Герой Радянського Союзу.
- Кузьменко Андрій Вікторович — культовий український співак, композитор, поет, письменник, телеведучий, продюсер, актор. Лідер гурту «Скрябін». Заслужений артист Автономної Республіки Крим.
- Стеблівський Олексій Кузьмович — учасник німецько-радянської війни, Герой Радянського Союзу.